# پیلزنر

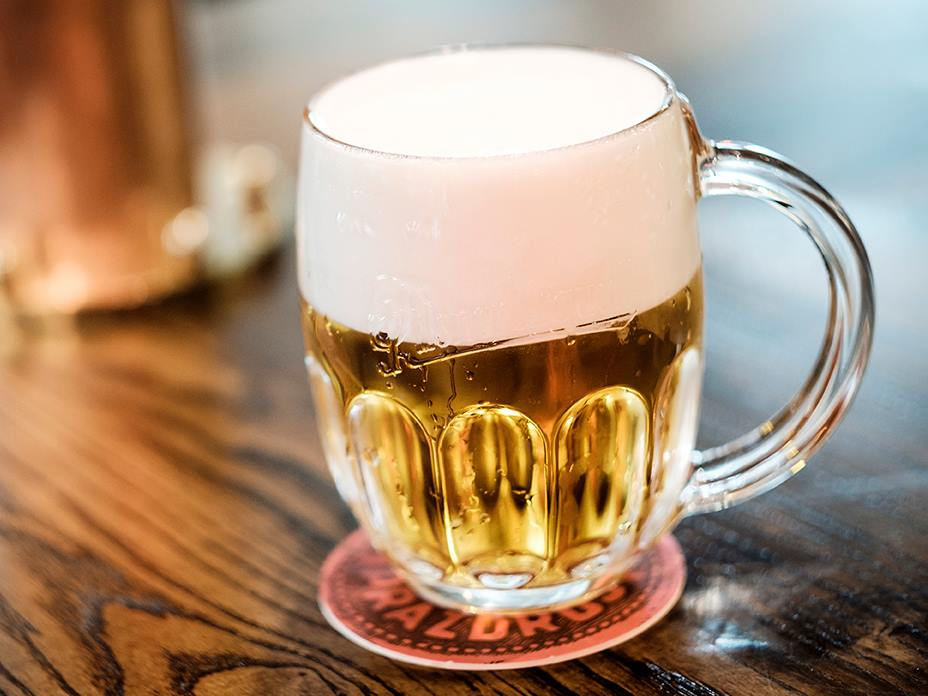
پیلزنر اورکوئل، نخستین لاگر کم‌رنگ (روشن) جهان و پیش‌گونهٔ پیلزنر امروزی

پیلزنر (انگلیسی: Pilsner) یا پیلز (Pils) نوعی لاگر کم‌رنگ است که نامش را از منطقهٔ پلزن بوهم می‌گیرد که نخستین بار در سال ۱۸۴۲ در آنجا توسط آبجوساز باواریایی یوزف گرول (Josef Groll؛ ۱۸۱۳–۱۸۸۷) تولید شد. آبجوی قدیمی پیلزنر اورکوئل، هنوز هم در آنجا تولید می‌شود.

## انواع
- پیلزنر به سبک آلمانی: رنگ کاهی روشن تا طلایی با طعم تلخ‌تر و خاکی؛ مثال‌ها: بکس، یفر، کونیش، کرومباخر، وارشتاینر
- پیلزنر به سبک چکی: طلایی و رنگارنگ با کف زیاد و طعم سبک‌تر؛ مثل پیلزنر اورکوئل
- پیلزنر به سبک اروپایی: کمی‌شیرین و قابل تهیه از مواد دیگری به‌جز مالت
  - نمونهٔ هلندی: آمستل، خرولس، هینیکن[۳]
  - نمونهٔ بلژیکی: استلا آرتوا[۴]
- پیلزنر به سبک آمریکایی: مهاجران آلمانی در اواسط قرن نوزدهم میلادی، پیلزنر را به ایالات متحده آمریکا آوردند و پیلزنرهای آمریکایی امروزه شبیه به پیلزنرهای آلمانی است، اما ۲۵٪ آن از ذرت یا برنج تهیه می‌شود. سبک آمریکایی، طعم و مزهٔ مالت با شیرینی کم تا متوسط با رگه‌های فراوانی از رازک اروپایی دارد.[۵]